# Mabel Normand
Mabel Normand, född 16 november 1894 i New Brighton, Staten Island, New York, död 22 februari 1930 i Monrovia, Kalifornien, var en amerikansk stumfilmsskådespelerska, manusförfattare, regissör och producent. 
1908 flyttade familjen till New York där den 13-åriga Mabel stod modell för fotografer.
Vid 16 års ålder blev hon skådespelare under namnet Muriel Fortescue hos Biograph-bolaget. Hon blev snart bolagets stjärna till följd av de komiska filmer hon gjorde, men när regissören Mack Sennett lämnade Biograph för att starta Keystone 1912, följde hon med honom. Under flera år var det tal om giftermål mellan dem och de hade bestämt en bröllopsdag 1915, men de gifte sig aldrig.
Mabel Normand ansågs av vissa vara den mest briljanta komiska aktrisen under stumfilmseran. Bland annat medverkade hon i flera filmer med Charles Chaplin och i en serie populära "Fatty och Mabel"-komedier med Fatty Arbuckle.
1916 bildade hon ett eget bolag, Mabel Normand Feature Film Company, men efter några år skrev hon på ett fem års kontrakt för Goldwyn.
Mabel Normand drogs med i Hollywoods vilda nöjesliv - hon festade nätterna igenom och rykten började florera att hon missbrukade narkotika. Hon började komma för sent till arbetet, ibland dök hon inte upp alls. 
När regissören William Desmond Taylor (med vilken hon hade ett kärleksförhållande) mördades 1922, var hon en av de sista att ha sett honom i livet. Hennes anseende blev draget i smutsen även om hon förklarades oskyldig. En tid senare blev hon inblandad i ännu en skandal. Hennes chaufför anklagades för att ha skjutit och sårat Hollywoodmiljonären Cortland S. Dines, på ett party där Normand var närvarande, och med en pistol som sades tillhöra Mabel Normand.
Hon gjorde några filmer till och 1925 medverkade hon i en Broadwaypjäs. 1926 spelade hon in sin sista film.
I ett försök att vinna stabilitet gifte hon sig med skådespelaren Lew Cody. 1930 dog hon av lunginflammation och tuberkulos. Hennes make avled 1934 av en hjärtåkomma.

## Filmografi, i urval
- 1914 – Mabels händelserika dag
- 1914 – Chaplin och Mabel på automobiltävling
- 1914 – Tillie's Punctured Romance
- 1915 – Mabels och Fattys äktenskap
- 1918 – Mickey
- 1918 – En miljon kontant
- 1918 – Joan of Plattsburg
- 1922 – Head over Heels
- 1922 – Oh, Mabel Behave
- 1923 – The Extra Girl

## Bildgalleri

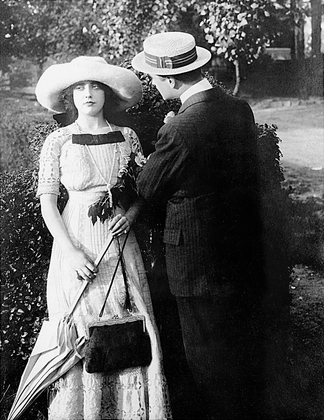
Her Awakening (1911)
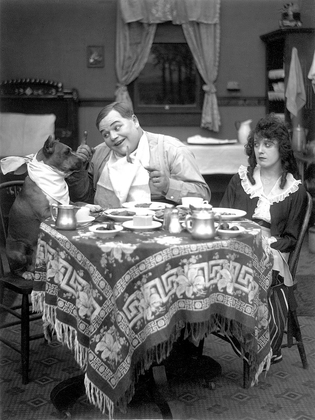
Fatty and Mabel Adrift (1916)
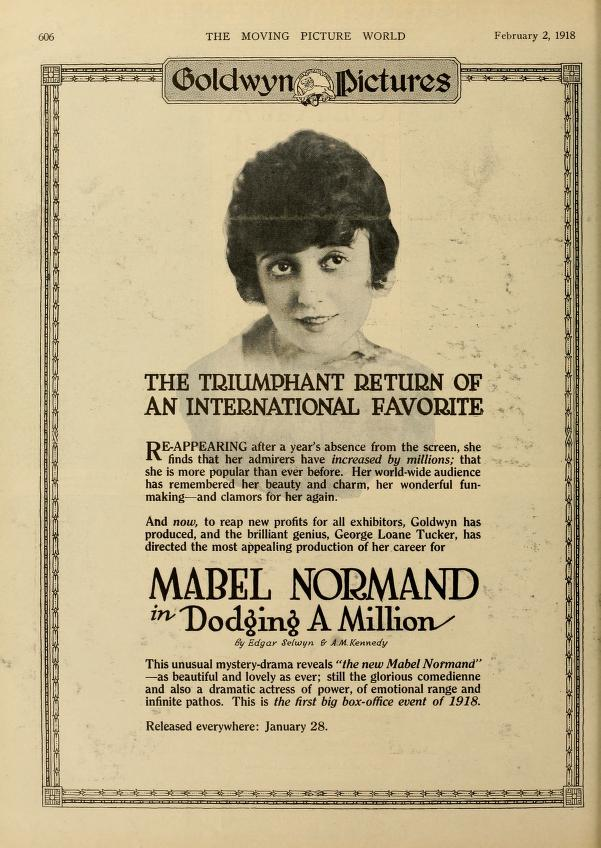
Dodging a Million (1916)
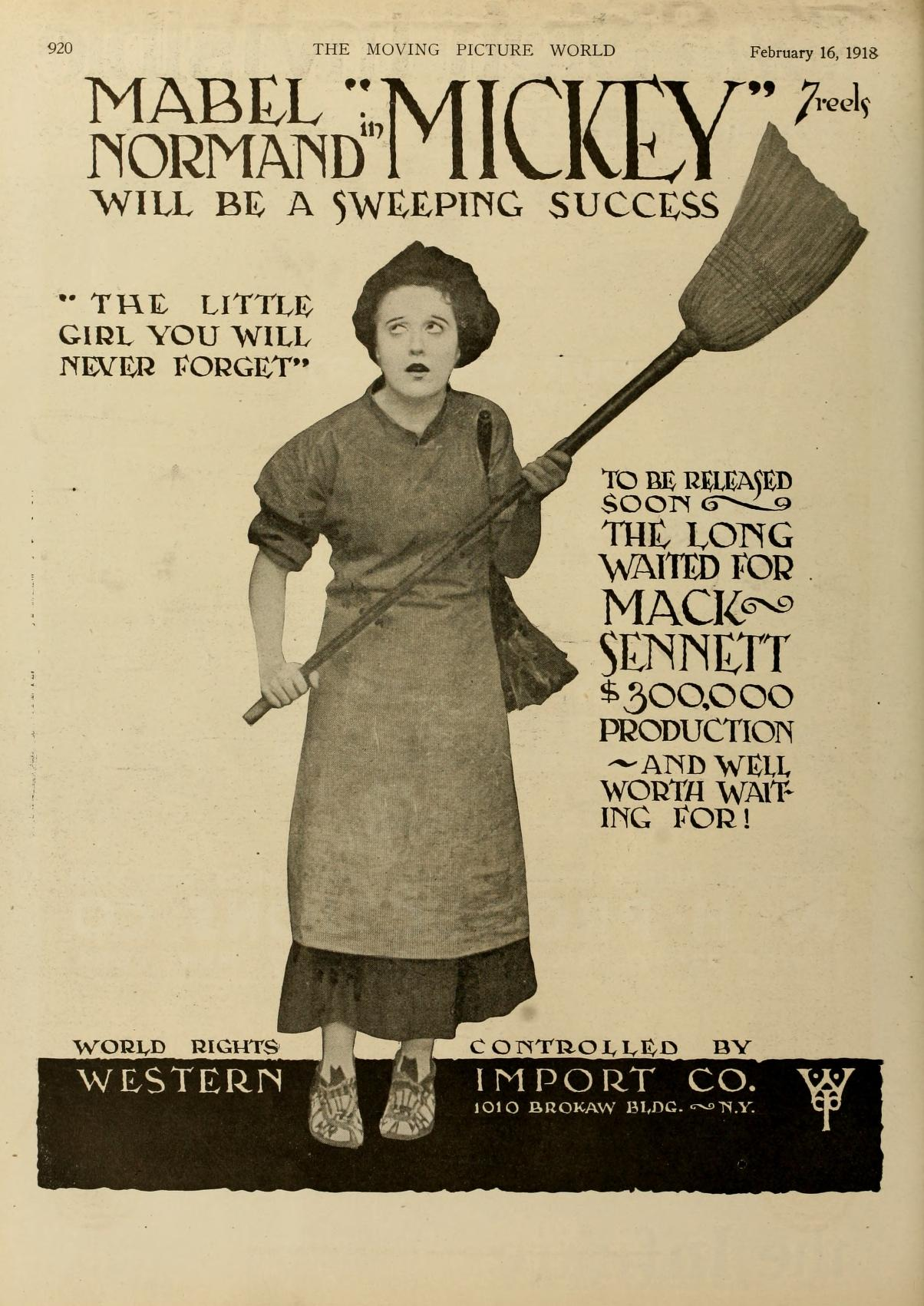
Mickey (1916)
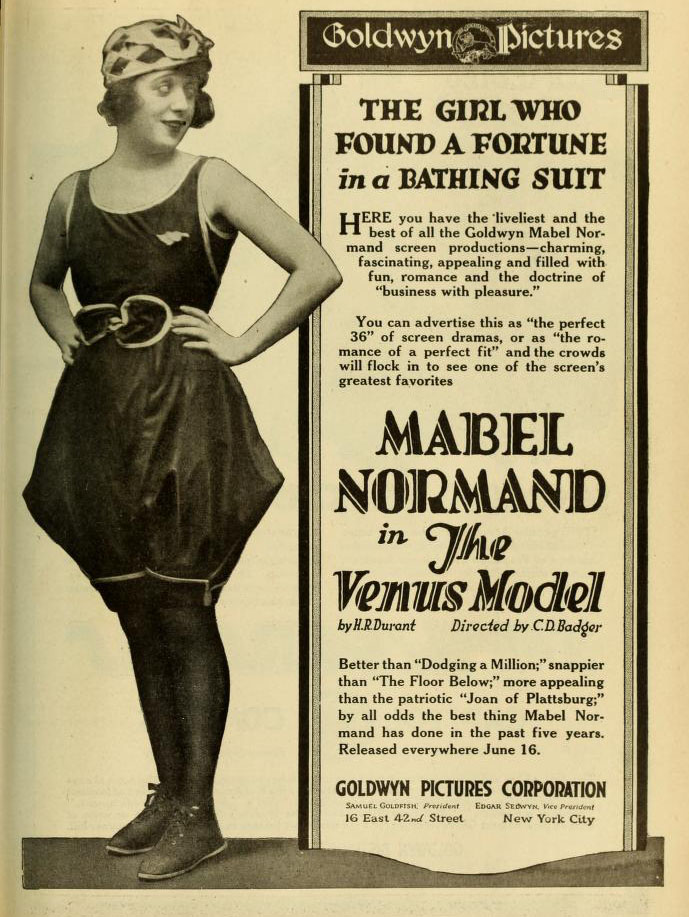
The Venus Model (1918)
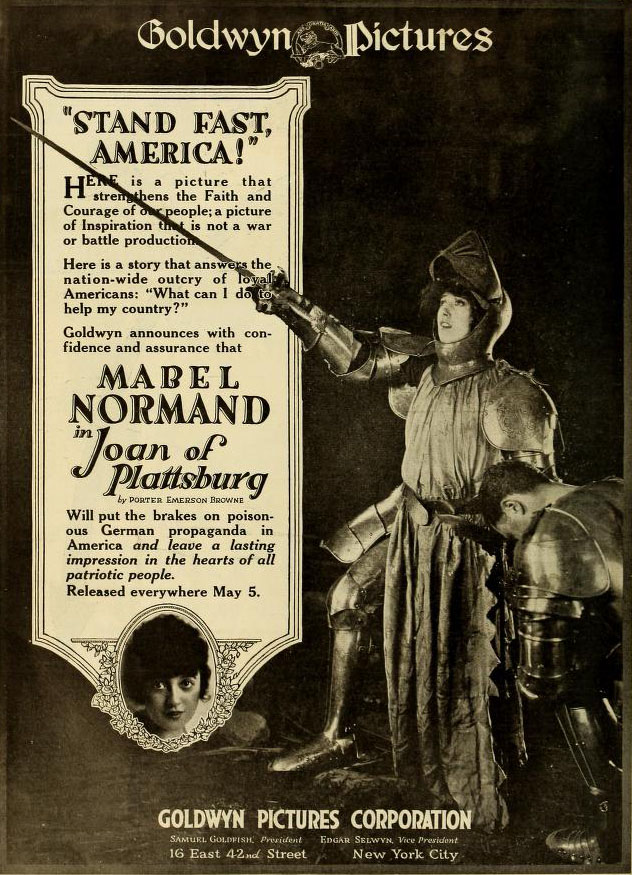
Joan of Plattsburg (1918)
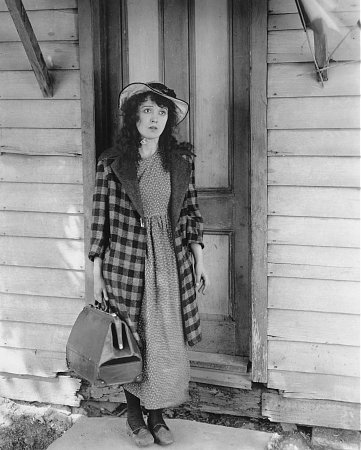
Peck's Bad Girl (1918)
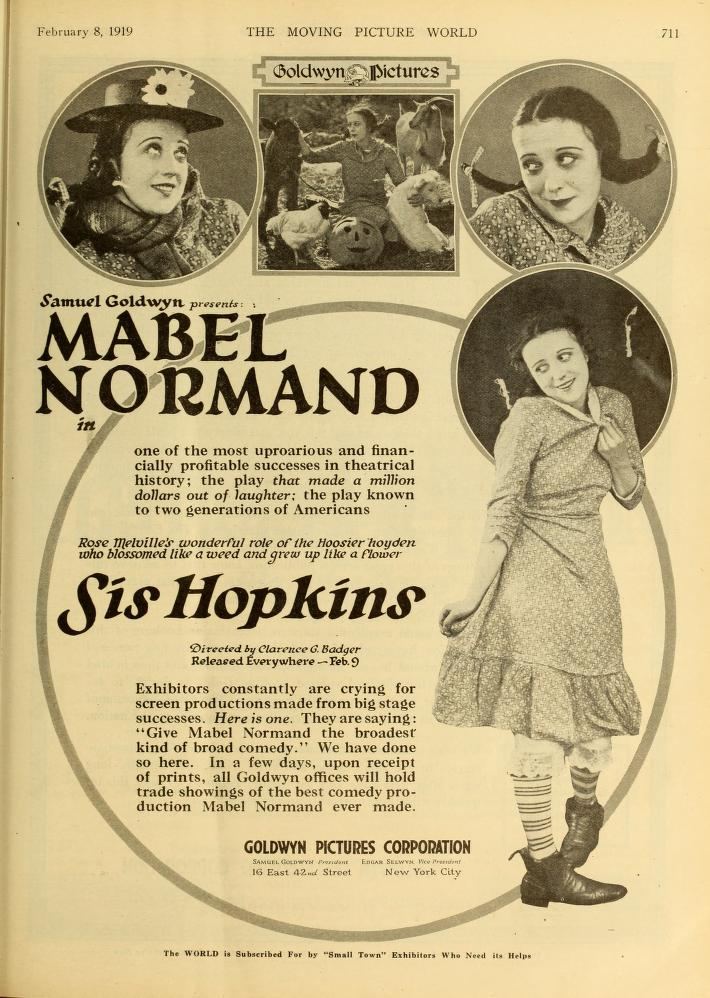
Sis Hopkins (1919)
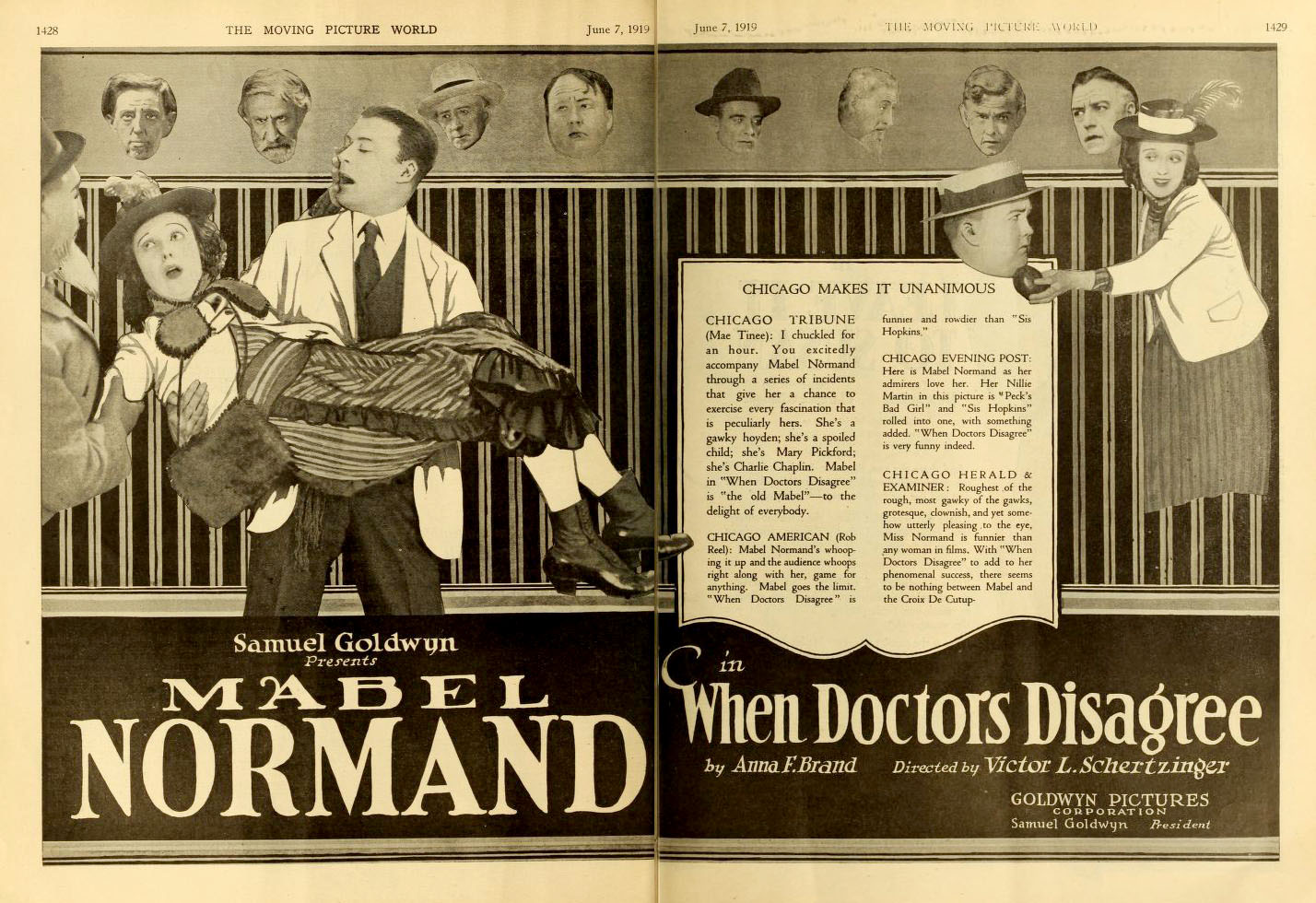
When Doctors Disagree (1919)